# Hermann Grotefend
Ernst Heinrich Hermann Grotefend, född 18 maj 1845 i Hannover, död 26 maj 1931 i Schwerin, var en tysk historiker och arkivarie. Han var son till Karl Ludwig Grotefend och far till Otto Grotefend.
Grotefend blev statsarkivarie 1874 i Aurich och 1876 i Frankfurt am Main samt chef för storhertigliga geheime- och huvudarkivet i Schwerin 1887-1921. Han utgav bland annat Handbuch der historischen Chronologie des deutschen Mittelalters und der Neuzeit (1872; andra, utökade upplagan under titeln Zeitrechnung des deutschen Mittelalters und der Neuzeit, två band, 1891–98, vartill slöt sig en liten Taschenbuch der Zeitrechnung, 1898). Senare utgav han även Grundriss der Zeitrechnung (1906).